# Old Beaupre Castle
Old Beaupre Castle (walisisk: Hen Gastell y Bewpyr (også kendt som Beaupre Castle, Old Beaupre Manor og blot Beaupre) er ruinen af en befæstet herregård fra middelalderen, der ligger i Llanfair, udenfor Cowbridge i Wales. I historiske dokumenter omtales den som Beawpire, Bewerpere, Bewpyr og Y Bewpur.
Det er en listed building af anden grad, og den drives af Cadw.